# Ползуново
Ползуно́во (рос. Ползуново) — селище у складі Барнаульського міського округу Алтайського краю, Росія.

## Населення
Населення — 332 особи (2010; 248 у 2002).
Національний склад (станом на 2002 рік):
- росіяни — 94 %